# Unčín
Unčín är en ort i Tjeckien.   Den ligger i regionen Vysočina, i den centrala delen av landet, 140 km öster om huvudstaden Prag. Unčín ligger 480 meter över havet och antalet invånare är 199.
Terrängen runt Unčín är varierad. Unčín ligger nere i en dal. Runt Unčín är det ganska tätbefolkat, med 111 invånare per kvadratkilometer. Närmaste större samhälle är Nové Město na Moravě, 13,4 km väster om Unčín. Omgivningarna runt Unčín är en mosaik av jordbruksmark och naturlig växtlighet.